# Valerija Apreljeva
Valerija Jevhehivna Apreljeva (in ucraino Валерія Євгенівна Апрелєва?; Charkiv, 1º febbraio 1997) è una nuotatrice artistica ucraina.

## Palmarès
- Mondiali

Budapest 2017: argento nella gara a squadre (programma libero), bronzo nel libero combinato.
Gwangju 2019: oro nell'highlight, bronzo nel libero combinato.
- Europei

Glasgow 2018: oro nel libero combinato, argento nella gara a squadre (programma tecnico e libero).
- Giochi europei

Baku 2015: bronzo nella gara a squadre e nel libero combinato.
- Mondiali giovanili

Volo 2012: argento nel libero combinato.
- Europei giovanili

Poznan 2013: argento nella gara a squadre e nel libero combinato.